# Basioniem
In de botanische nomenclatuur is een basioniem een naam, een synoniem, waarop een latere naam is gebaseerd. 
Een basioniem bestaat niet op zichzelf: het is noodzakelijkerwijs "het basioniem van ...".

## Ontstaan van een basioniem
Een basioniem kan op twee manieren ontstaan:
- Door een taxon van het ene geslacht naar een ander te verplaatsen (of van de ene soort naar een ander)

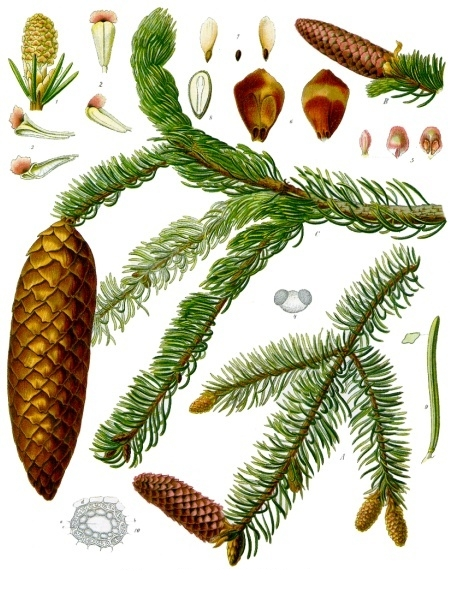
Picea abies

Karsten besloot Pinus abies te verplaatsten naar het geslacht Picea, waarbij de nieuwe naam Picea abies (L.) H.Karst. (1881) werd. Het basioniem van die nieuwe naam is Pinus abies L. (1753).
- Door de rang van een taxon te veranderen

Linnaeus waardeerde in 1762 zijn variëteit Magnolia virginiana var. tripetala L. (1753) op tot een soort, Magnolia tripetala (L.) L., waarbij de eerste naam het basioniem werd van de tweede.

## Wijze van auteurscitatie
Wanneer een naam gebaseerd is op een basioniem, dan is dat te zien in de auteurscitatie, voor zover deze verstrekt wordt (dit gebeurt alleen in wetenschappelijke publicaties). De auteur van het basioniem wordt tussen haakjes geplaatst en gevolgd door de auteur van de nieuwe naam.
Als Fumaria bulbosa var. solida L. (1753) geplaatst wordt in het geslacht Corydalis is de correcte naam Corydalis solida (L.) Clairv. (1811), waarbij Clairville de auteur van de nieuwe naam is. Dat Miller de eerste was die de variëteit solida opwaardeerde tot de rang van soort, als Fumaria solida (L.) Mill. (1771), en dat pas daarna Clairville de overgang naar een ander geslacht effectueerde, maakt niet uit. De naam van de variëteit is het basioniem van beide namen in de rang van soort en Linnaeus wordt daarom tussen haakjes achter beide namen vermeld.

## Geen basioniem
Wanneer alleen een beschrijving maar niet de naam dient als basis voor de naam van een nieuw taxon, dan heeft die beschrijving niet de status van basioniem (het is immers geen naam).
Bentham baseerde zijn Magnolia championii op het type en de korte beschrijving die Champion (in Hooker's Journal of Botany and Kew Garden Miscellany 3: 256. 1851) gaf onder de naam Talauma pumila (Andrews) Blume (1851). Bentham was van mening dat Champion zijn plant ten onrechte plaatse onder (het al bestaande) Talauma pumila en in feite te maken had met een nog niet eerder beschreven taxon, en gaf dat vervolgens zelf een naam. Hoewel Magnolia championii Benth. (1861) gebaseerd is op de  beschrijving van Champion is het een compleet nieuwe naam (zonder basioniem).

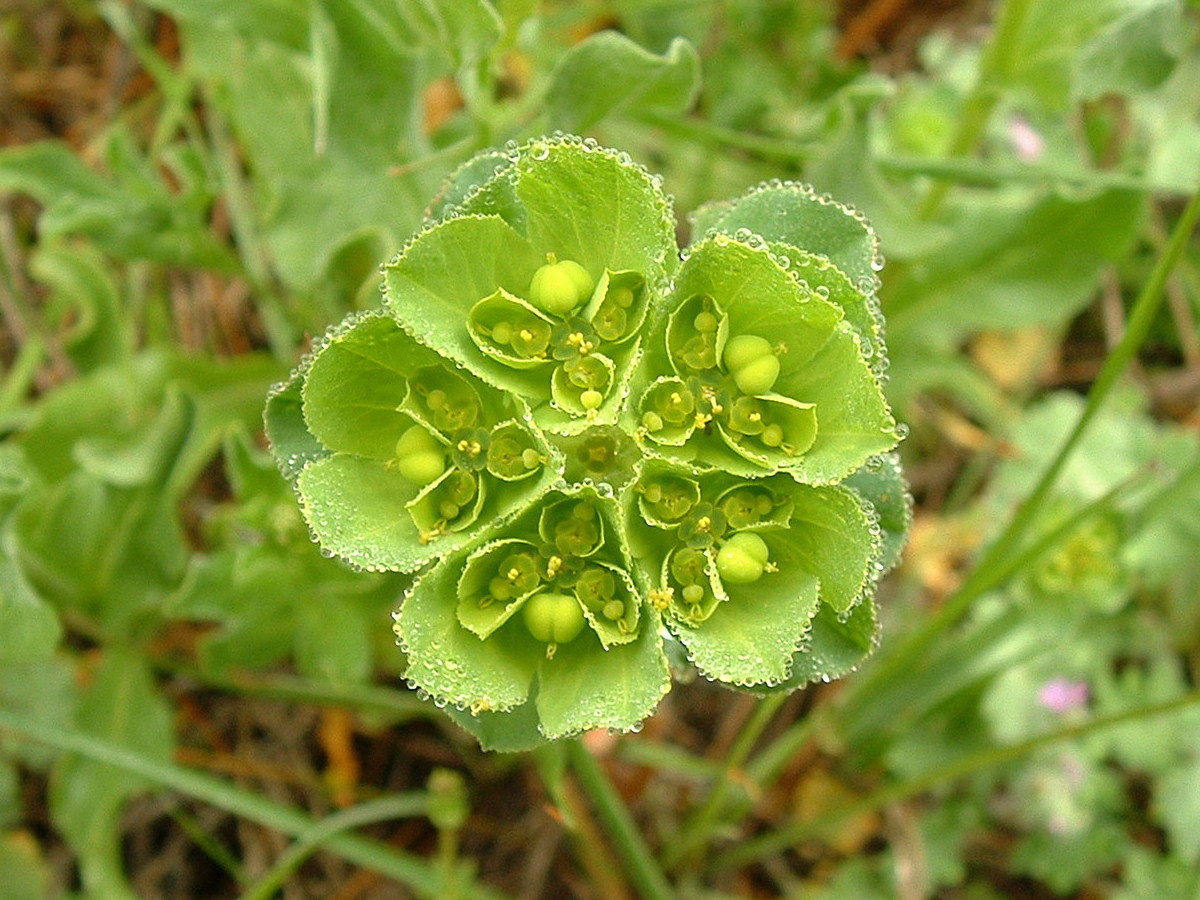
Euphorbia helioscopia L.

Linnaeus kopieerde zijn naam Euphorbia helioscopia (kroontjeskruid) (in Species plantarum: 459. 1753), van Tithymalus helioscopius van Bauhin (in Pinax Theatri Botanici: 291. 1623). Dit werk verscheen vóór 1 mei 1753 en namen die erin voorkomen hebben onder de regels geen status: het zijn geen namen.. Linnaeus was de eerste die Euphorbia helioscopia L. (1753) als naam onder de regels publiceerde.
Linnaeus waardeerde in 1762 zijn variëteit Magnolia virginiana var. foetida L. (1753) op tot een soort, Magnolia grandiflora L. (1762). Hij had in plaats daarvan ook de combinatie 'Magnolia foetida' kunnen publiceren, maar koos ervoor dat niet te doen. Later deed Sargent dit alsnog, Magnolia foetida (L.) Sarg. (1889), maar deze naam heeft uiteraard geen prioriteit.
Wanneer een bestaande naam noodzakelijkerwijs wordt vervangen door een nieuwe naam (replacement name), bijvoorbeeld als bij een plaatsing van het taxon in een ander geslacht het epitheton niet beschikbaar is in het nieuwe geslacht, wordt de oude naam aangeduid als vervangen synoniem (replaced synonym) niet als basioniem: het is niet naambrengend.
Prantl plaatste Manglietia glauca Blume in het geslacht Magnolia, als Magnolia blumei Prantl (1888). Er bestond immers al een Magnolia glauca (L.) L. (1762). Manglietia glauca is een vervangen synoniem, geen basioniem.
Merk op dat een basioniem niet noodzakelijk de eerst gepubliceerde naam is voor een bepaald taxon.
Het basioniem van Oyama sieboldii (K.Koch) N.H.Xia & C.Y.Wu is Magnolia sieboldii K.Koch. Maar Koch publiceerde zijn naam als een nomen novum voor Magnolia parviflora Siebold & Zucc. non Blume (1845), en dat is de oudste naam voor dit taxon, ook al is die naam illegitiem omdat het een later homoniem is van Magnolia parviflora Blume (1825).

## Zoölogie
In de zoölogie wordt de term niet formeel gebruikt, al staat de ICZN wel expliciet de bovengenoemde manier van auteurscitatie toe, met de auteur die de combinatie maakte achter de auteur tussen haakjes. In de praktijk gebeurt dit echter zelden.
Het World Register of Marine Species (WoRMS) gebruikt de  term toch, alhoewel met een iets andere toepassing als hierboven beschreven, bijvoorbeeld Ransoniella punctata Linnaeus, 1771 wordt genoemd als basioniem van Notadusta punctata (Linnaeus, 1771) en Cleodora martensii Pfeffer, 1880 van Clio pyramidata f. martensii (Pfeffer, 1880).

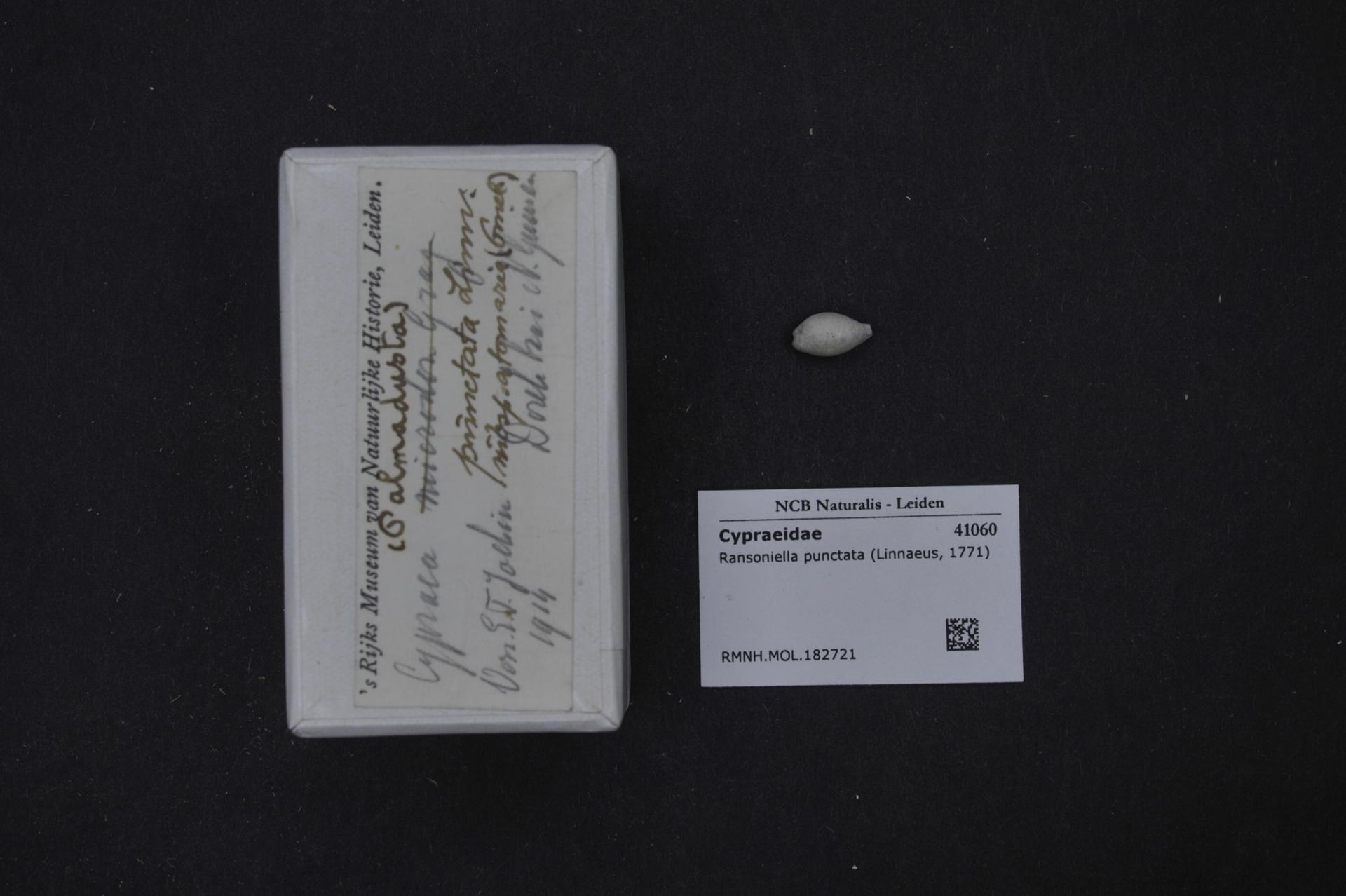
Notadusta punctata (Linnaeus, 1771)
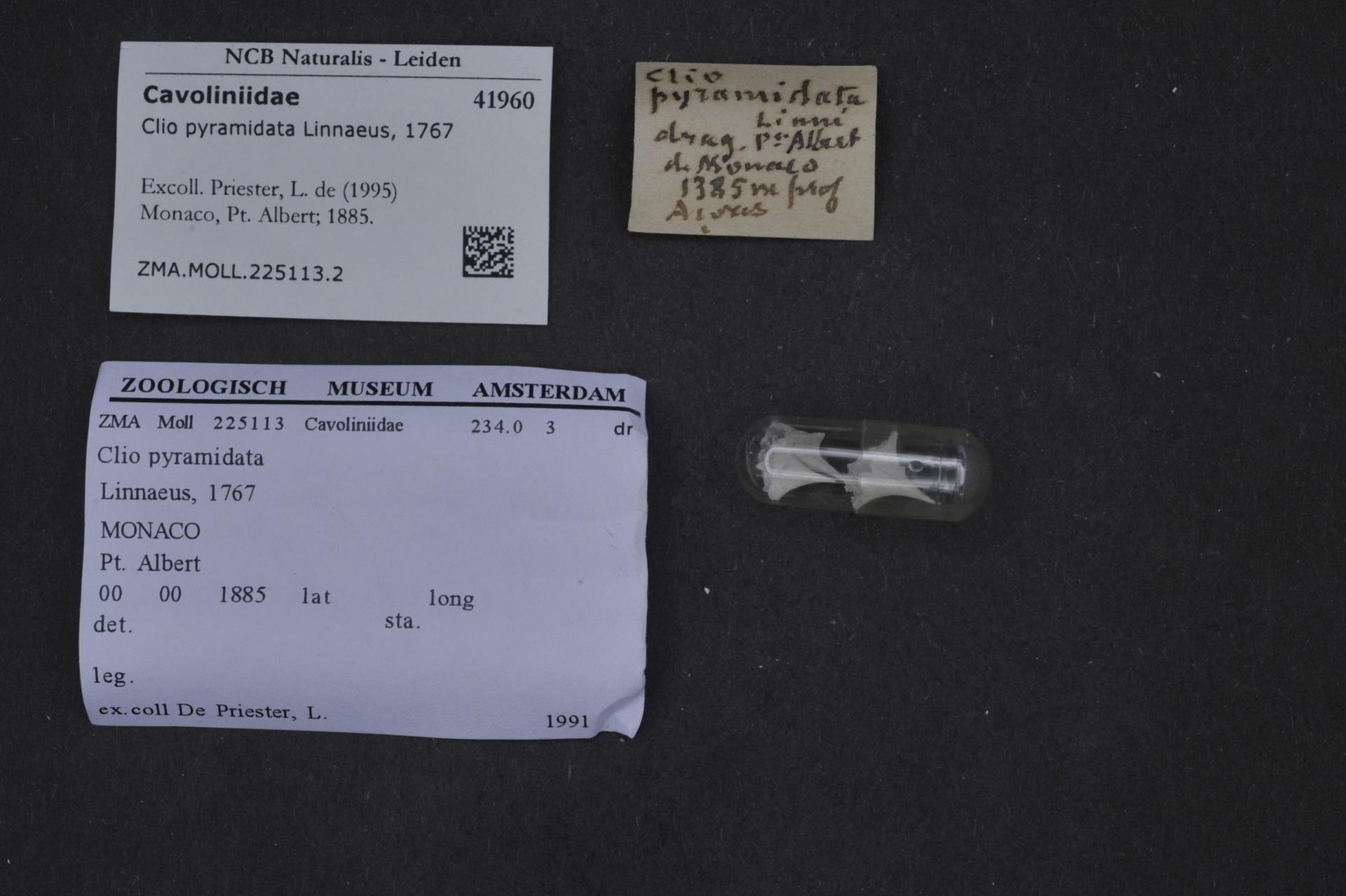
Clio pyramidata Linnaeus, 1767